# Manfred Büttner (Geograph)
Manfred Büttner (* 29. Juni 1923 in Oberhausen; † 31. Oktober 2016 in Bochum) war ein deutscher Geograph, evangelischer Theologe, Musikwissenschaftler, Religionswissenschaftler und Wissenschaftshistoriker. Er lehrte an der Ruhr-Universität Bochum.

## Forschung und Lehre
Büttner arbeitete seit der Gründung der Ruhr-Universität Bochum (1964) am Geographischen Institut, zunächst als wissenschaftlicher Angestellter am Lehrstuhl von Peter Schöller. Er studierte Geographie, Theologie und Musikwissenschaft und schloss diese Studien jeweils mit der Promotion ab. Seine Habilitationsschrift hatte das Thema „Die Geographia generalis vor Varenius. Geographisches Weltbild und Providentialllehre“. Aufgrund seiner Studien publizierte er zahlreiche oft interdisziplinär ausgerichtete Monographien, Sammelwerke und Artikel mit geisteswissenschaftlicher Orientierung. Er gründete den Arbeitskreis Religionsgeographie sowie die Gesellschaft zur Förderung der Religion-Umwelt-Forschung und war jeweils deren Vorsitzender. Die Commission on the History of Geographical Thought der International Geographical Union ernannte ihn zu ihrem Ehrenmitglied. 1974 wurde er zum außerplanmäßigen Professor der Ruhruniversität ernannt. 1980 erhielt er einen Ruf auf eine C3-Professur in Bochum.

## Werke (Auswahl)
- Schwingung und Resonanz als kulturgeographische Erkenntnisquelle. Prolegomena zu einem neuen Bilde der Kulturgeschichte. o. O., 1958.
- Theologie und Klimatologie im 18. Jahrhundert. Münster 1963.
- Die Geographia generalis vor Varenius. Steiner, Wiesbaden 1973.
- Grundfragen der Religionsgeographie. Reimer, Berlin 1985.
- mit W. Leitner (Hrsg.) Beziehungen zwischen Orient und Okzident. Abhandlungen zur Geschichte der Geowissenschaften und Religion/Umweltforschung 8,1, Bochum 1992.
- Geisteshaltung und Stadtgestaltung. Referate, gehalten auf dem Geographentag in Potsdam 1995. Geographie im Kontext 1. Lang, Frankfurt/M. 1997.
- Geographie und Theologie. Lang, Frankfurt/M. 1998.
- mit F. Richter (Hrsg.): Beziehungen zwischen Religion (Geisteshaltung) und wissenschaftlicher Umwelt (Theologie, Naturwissenschaft und Musikwissenschaft). Lang, Frankfurt, M. 1999.
- Mit Drommeten und Pauken, Hörnern und Posaunen. Kuhn, Berlin 2001.